# Arensnufis
| i | r · Z4 | A48 | N41 · z | A1 | nfr | f · r |

| i | r · Z4 | A48 | N41 · z | A1 | nfr | f · r |

| i | r · Hm · s | nfr | A48 |

| i | r · Hm · s | nfr | A48 |

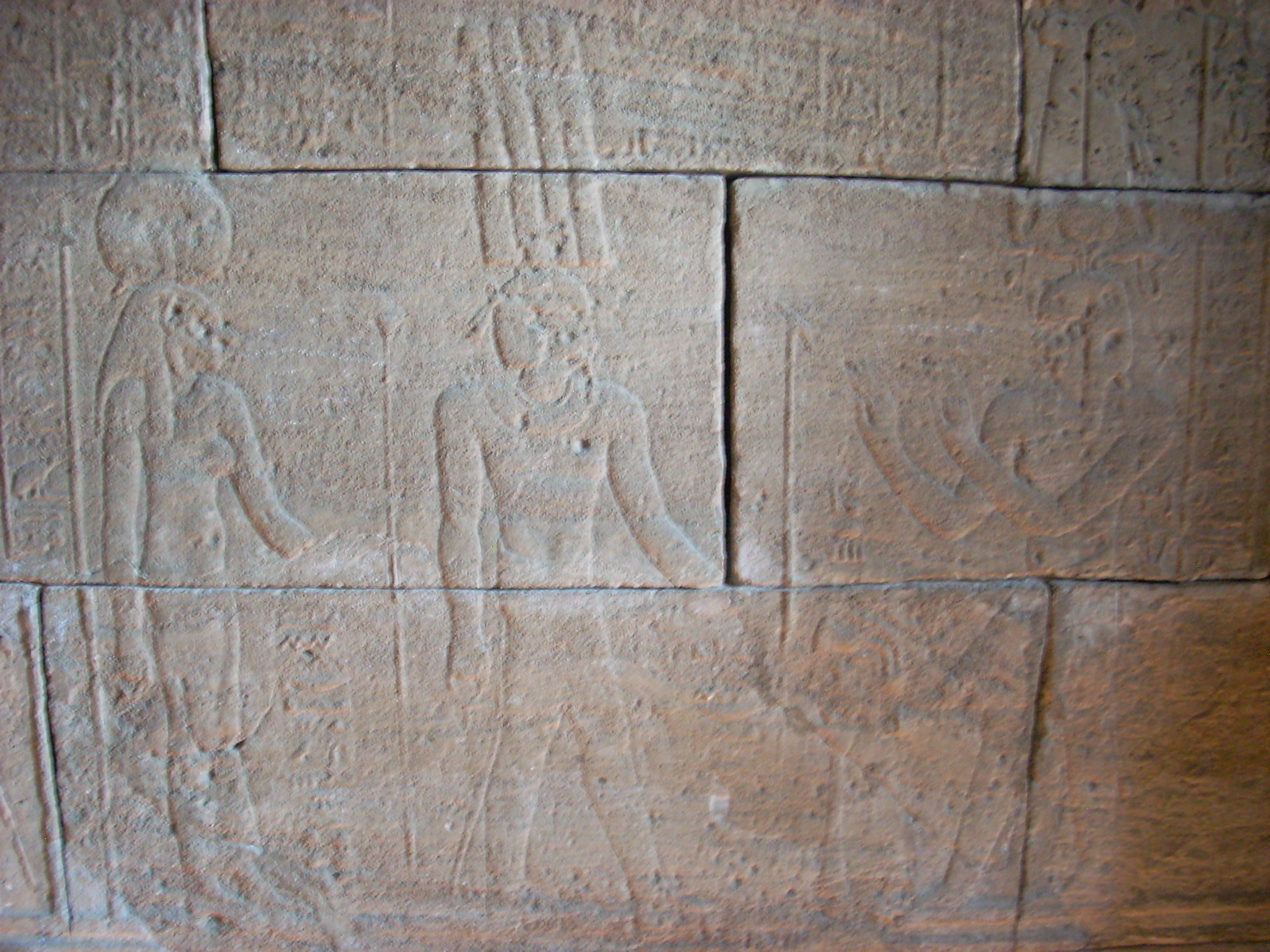
El rey Adijalamani adorando a los dioses Arensnufis y Tefnut en un bajo relieve del Templo de Debod, hoy trasladado a Madrid.

Arensnufis, Arihesnefer o Arsnufis (en egipcio: Iri-hemes-nefer, ỉrỉ-ḥms-nfr, "el compañero perfecto" o "el buen compañero") es un dios del Reino de Kush en la Antigua Nubia. Muy venerado en Meroe, fue atestiguado por primera vez en Mussawarat es-Sufra en el siglo III a. C.
Su culto se extendió a la parte de Nubia controlada por los egipcios en el período Ptolemaico (305-30 a. C.), fue aceptado por ellos, y asimilado a otras divinidades egipcias. Probablemente fuera una divinidad pensada para integrar las creencias egipcias con las de las áreas nubias del Sur de la Primera Catarata. 

## Iconografía
Está representado como un león o un ser humano con una corona de plumas y, a veces, lleva una lanza. Como león, porta la corona Atef. En Esna tiene cabeza de cocodrilo.
En Mussawarat, en forma antropomorfa, lleva una indumentaria con un largo manto, y sujeta con la mano izquierda una gacela y con la derecha, una especie de ramo.

## Mitología
Se desconoce su papel exacto en la mitología, pero por sus epítetos, parece ser una deidad benigna. Se le atribuyen varios escenarios teológicos. Fue plenamente adoptado en la región egipcia de la primera catarata del Nilo durante el período grecorromano de Egipto.
En la Baja Nubia se le reconoce su sincretización con otros dioses, en su forma antropomorfa, como Shu o Anhur (Onuris) pero también se asimiló con Thot o Dedún. Con Shu u Onuris-Shu, en el caso de Kalabsha, con el epíteto de “El que trajo a la Lejana de Punt”, trajo de Nubia a Egipto a su hermana y mujer, la diosa leona Tefnut, formando parte del mito de la Diosa Lejana. También se identificó con Shu en Dakka.
Con el mito de la Diosa Lejana también es asimilado al dios nubio Dedún con el epíteto de “Señor de Punt”. Además, se piensa que fue una forma local de Onuris y debió estar asociado con el dios Apedemak, que suele representarse con Sebiumeker, con el cometido de vigilar los templos meroíticos.
En Dendur, es el "Gran Dios, Señor del Abatos", por lo que se le relaciona con Osiris, y formó parte de una tríada con Isis como su esposa y Harpócrates como el hijo de ambos. En File, era el "Señor de File" y "Señor de Punt". También es conocido como "Señor de Opone".

## Origen
El origen del dios es muy controvertido. Debido a su parecido con Onuris, podría haber venido también de Egipto. La mención egipcia más antigua de un sacerdote Hem-netjer de los 'Jnum y Arensnufis' se remonta a la época saíta. En el corazón del área meroítica, Arensnufis apareció antes del período ptolemaico. También es posible que hubiera dos formas. Un Arensnufis, egipcio en la Baja Nubia, documentado principalmente en Elefantina, y otro, meroítico, independiente, en la Alta Nubia.
En tiempos posteriores, Arensnufis, en Nubia, fue desplazado por Osiris.

## Culto

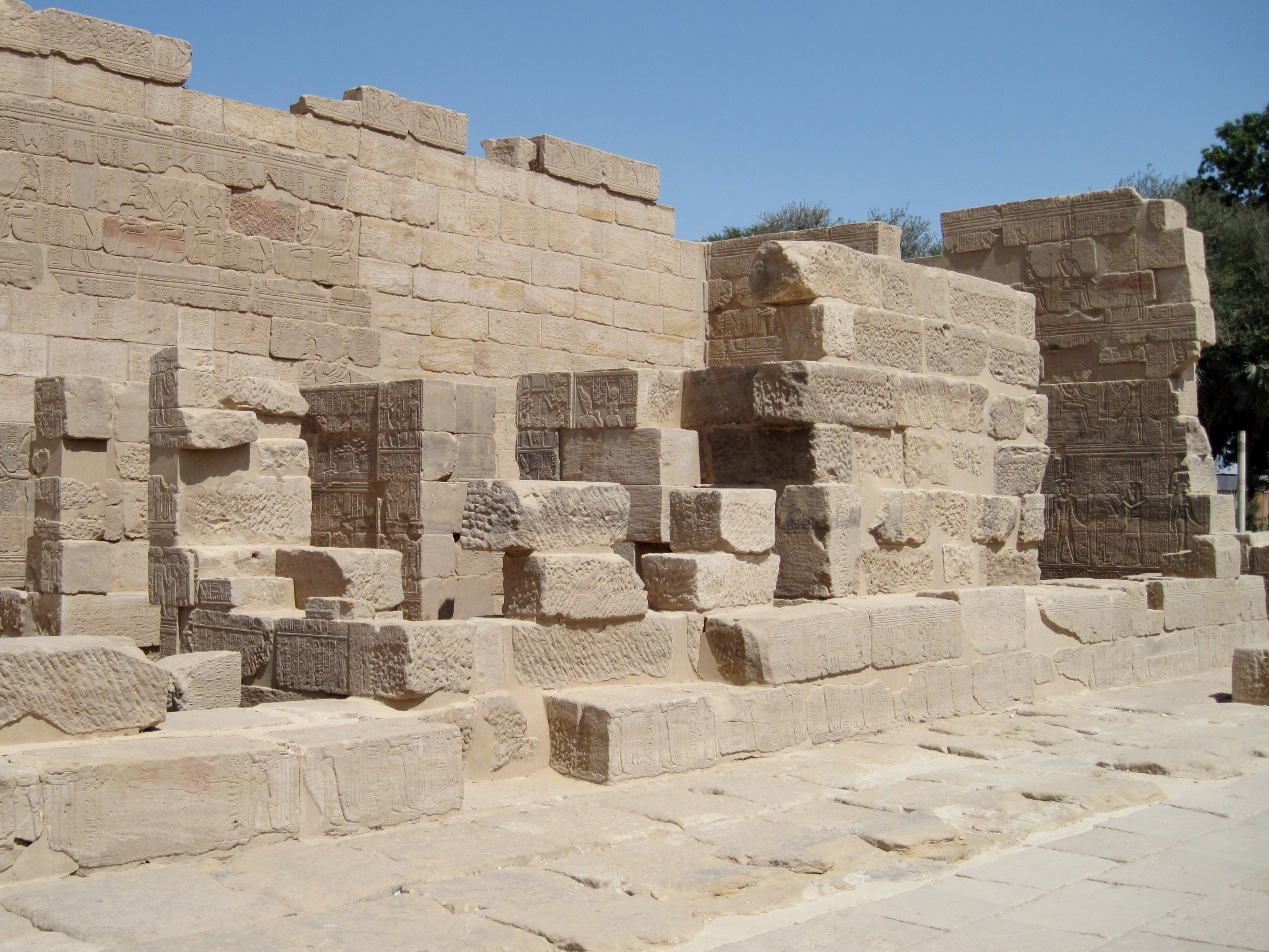
Templo de Arensnufis-Dedún, levantado por el rey meroítico Arqamani y el faraón Ptolomeo V, frente al templo de Isis en File.

El momento más álgido de su culto se produjo durante el reinado del faraón Ptolomeo IV, sobre todo en los templos de File, Kalabsha y Dakka. En File, según las inscripciones, era llamado "el compañero" de la diosa egipcia Isis, igual que en Dendur.
Un pequeño templo del tipo kiosko, situado en un lugar prominente detrás del templete de entrada, fue construido en su honor en la isla de File durante el reinado de Ptolomeo IV Filopator (c. 220-210 a. C.). Los bloques del muro del recinto sur muestran que fue una empresa conjunta con el rey meroítico Arqamani.
También está representado en una pared del templo de Dendur, encargado por el emperador romano, Augusto, que originalmente estaba ubicado sobre la primera catarata del Nilo, y ahora puede contemplarse en el Museo Metropolitano de Arte, Nueva York, donde es acompañado por los héroes deificados locales Peteese y Pihor que están siendo adorados por el emperador.
Igualmente, está presente entre las escenas de culto divino en la Capilla de Adijalamani del Templo de Debod, donde junto a otras divinidades, recibía su culto. El soberano está recibiendo la protección de las deidades, tanto las egipcias, como las nubias, como es el caso de Arensnufis. El Templo de Debod se encuentra actualmente en Madrid.